# Doni
Doniéber Alexander Marangon (eller bare Doni) (født 22. oktober 1979 i Jundiaí, Brasilien) er en tidligere brasiliansk fodboldspiller, der spillede som målmand. Efter et hjerteanfald kæmpede han sig tilbage til fodbolden og spillede senest for den brasilianske klub Botafogo Futebol Clube (SP). Doni indstillede i 2013 karrieren som følge af en hjertefejl , samme hjertefejl som også gav ham et hjerteanfald tidligere i karrieren. 
Tidligere har Doni optrådt for de brasilianske klubber Corinthians, Santos, Cruzeiro og Juventude, italienske AS Roma samt engelske Liverpool F.C.
Doni blev med Corinthians i 2002 brasiliansk pokalvinder, ligesom han i 2008 med Roma vandt den italienske pokalturnering Coppa Italia. 

## Landshold
Doni står noteret for 10 kampe for Brasiliens landshold, som han debuterede for den 5. juni 2007 i et opgør mod Tyrkiet. Han var med sit land med til at vinde Copa América i 2007, og blev også udtaget til VM i 2010 i Sydafrika.

## Titler
Brasiliansk Pokalturnering
- 2002 med Corinthians

Coppa Italia
- 2008 med AS Roma

Copa América
- 2007 med Brasilien